# Ördögkúti mészárlás
Az ördögkúti mészárlás egy 1940. szeptember 9-én történt incidens volt, amelynek során a második bécsi döntést követően a visszakapott Észak-Erdélybe bevonuló magyar honvédek lemészárolták a Szilágy vármegyei Ördögkút 93 lakosát. A történtek valós háttere máig sem tisztázódott.

## Előzmények

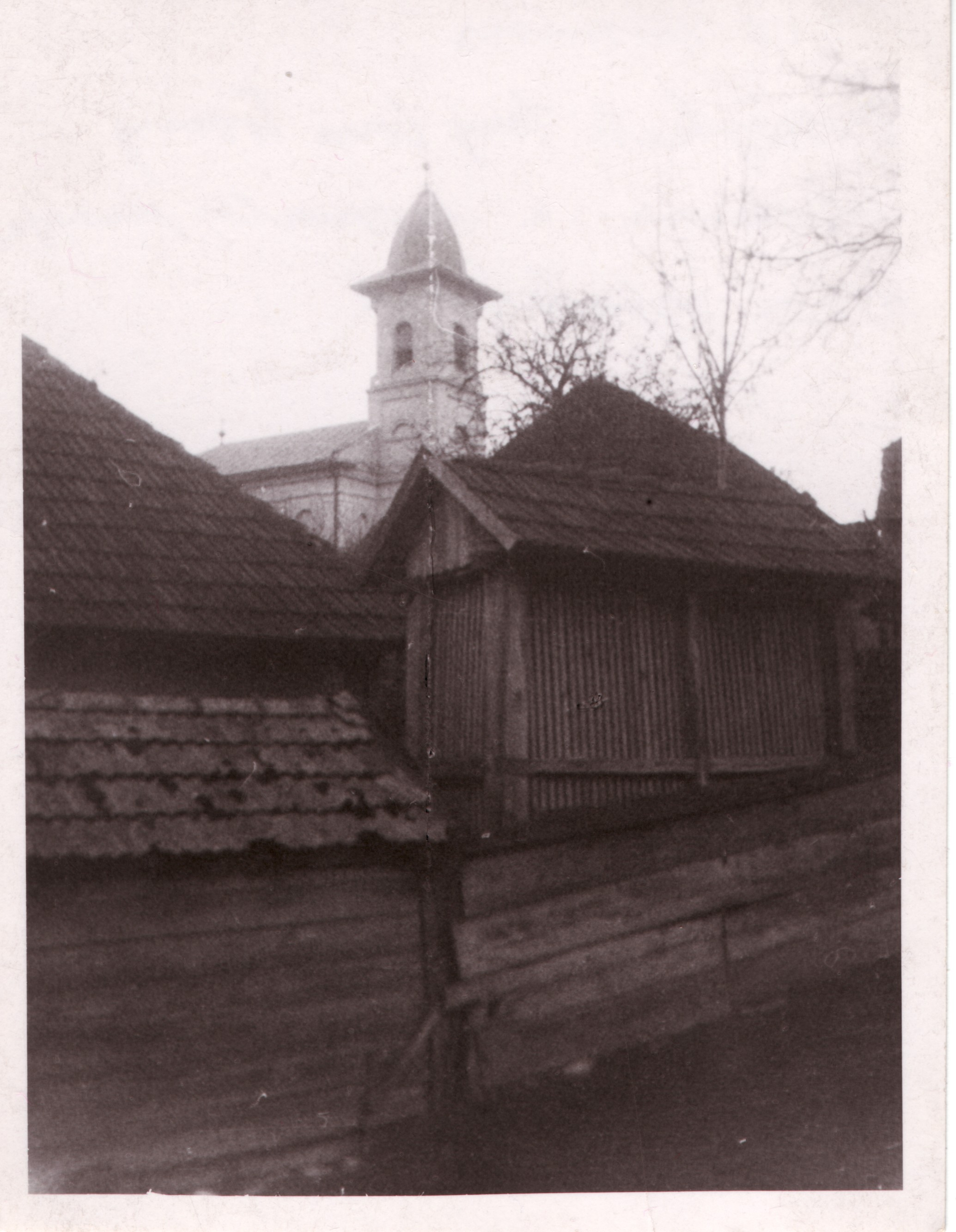
Ördögkút 1940-ben

A második bécsi döntést követően Magyarország visszakapta Észak-Erdélyt és a Székelyföldet. A románok természetesen nem lelkesedtek ezért, a szélsőjobboldali Vasgárda pedig egyenesen kijelentette, hogy nem engedi át Észak-Erdélyt a magyaroknak, hanem meg fogja támadni a bevonuló honvédeket. Emiatt a honvédek harci készültségben vonultak be a visszakapott területekre, készen állva egy bármikori támadásra.
A magyar lakosság kitörő örömmel fogadta a honvédeket, azonban a román lakosság nagy része tüntetőleg a házaiban maradt. Néhány községben a kiélezett helyzet, vagy félreértések következtében mészárlásokra is sor került. Ezek közül a legtöbb Szilágy megye területén történt. A legelső ilyen incidensre Szilágynagyfalu területén került sor szeptember 8-án, amikor magyar katonák a falu mellett legyilkoltak 11 kozmaalmási lakost. Másnap került sor az Ipp és az Ördögkút község területén elkövetett mészárlásokra.

## A mészárlás
A 22. határvadász zászlóalj a 6. Hadtest elővédjeként haladt, Ákosy Károly ezredes vezetésével. A sereg Zsibó irányába tartott, útközben át kellett vonulnia Ördögkút községen is. Szeptember 8-án este a zászlóalj egyik kézigránátokat szállító szekere felrobbant és a katonák között elterjedt az az – alaptalan – hír, miszerint a szekeret a vasgárdisták robbantották fel. Emiatt a zászlóalj feszült hangulatban vonult tovább, arra számítva, hogy valószínűleg a Meszes-hegységben támadás éri őket.
Másnap a sereg megérkezett Ördögkút határához. Az ezt követő események oka máig tisztázatlan.
- Ákosy Károly ezredes verziója szerint a falu templomából a helybéli ortodox pópa lánya tüzet nyitott a bevonuló honvédekre, ezzel kiprovokálva a honvédség erőszakos fellépését. A helyszínre kiküldött vizsgálóbizottság igazat adott Ákosynak, mivel a helyszínen elrejtett fegyverek és lőszer került elő a földből.
- Ezzel szemben Kádár Gyula vezérkari ezredes visszaemlékezései szerint, amikor a zászlóalj megérkezett a faluba, néma csend fogadta őket, az utcák üresek voltak. Ekkor megszólalt a falu harangja, amit Ákosy Károly jeladásnak vélt és felszólította egyik altisztjét, hogy vessen véget a harangozásnak. A tiszt odament a templomhoz és kiabálni kezdett, eredménytelenül, ezért néhányszor a levegőbe lőtt. Erre a falu szélén várakozó magyar katonák azt hitték, hogy a románok lőnek, és tüzet nyitottak, mire az L alakú község felső részében álló katonák viszonozták a lentről jövő lövéseket. Az össze-vissza lövöldözéstől megijedt lakosság menekülésbe kezdett az erdők felé, de a katonák a nyomukban voltak és lőttek rájuk. Ezt követően benyomultak az ortodox parókiába, és meggyilkolták a papot családjával együtt. Végül Bakay Szilárd ezredes a helyszínre érkezett, és véget vetett a lövöldözésnek.

Ablonczy Balázs történész szerint Kádár visszaemlékezései pontatlanok. Összegzése szerint a határvadászokra valaki tüzet nyitott a templomtoronyból és a falu szélső házaiból. Ákosy parancsot adott a parókia elfoglalására és az orvlövészek felkoncolására, de a kialakult pánik miatt a katonák a környező házakra és a kertjeikben dolgozó helybéliekre is tüzet nyitottak, illetve több házat (köztük magyarokét is) felgyújtottak. A másnapi razziáknak is számos polgári áldozata volt. Nem világos ugyanakkor, hogy a határvadászok mit kerestek a Zilah–Kolozsvár főúttól 4 km-re fekvő zsákfaluban, és egyes fontos személyiségek – köztük Bay Ferenc földbirtokos – szerepe is tisztázatlan.
A mészárlásnak 93 áldozata volt, ebből 87 román, 6 zsidó.

## Következmények

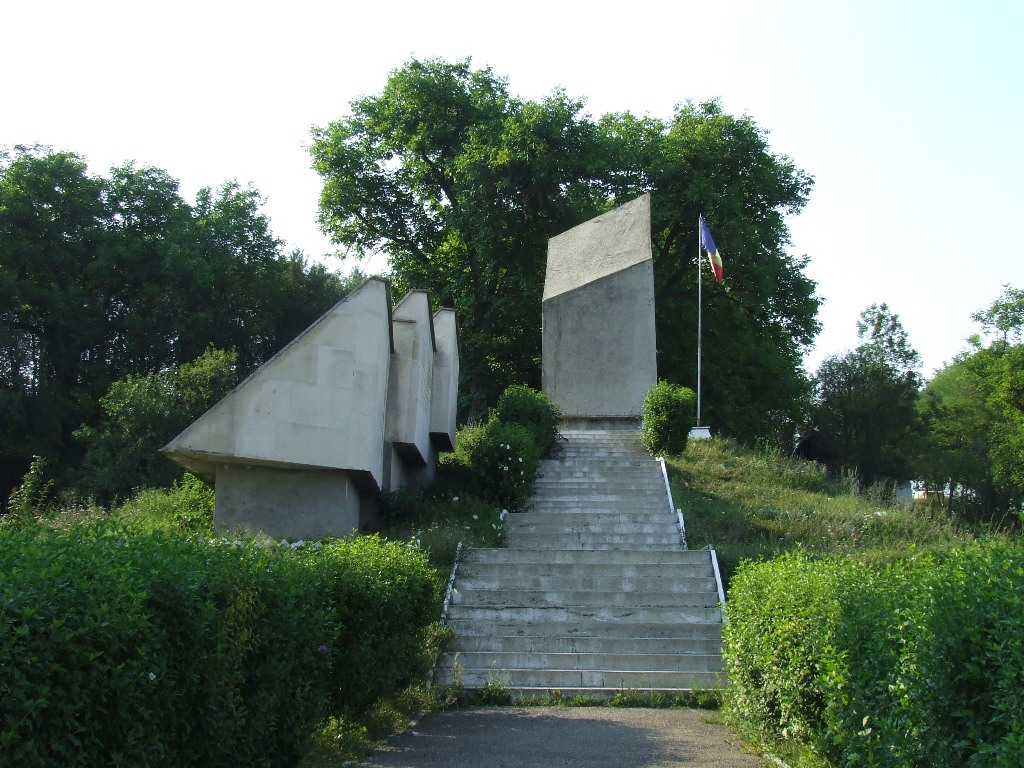
A mészárlás emlékműve

A háború után a kolozsvári népbíróság 1946. március 13-án 10-től 25 évig terjedő börtönbüntetésre ítélt három helybéli, magyar nemzetiségű személyt, akiket a mészárlás előkészítésének vádjával vontak vád alá. Két másik helybéli személyt vád alá helyeztek, de felmentettek, távollétében halálra ítélték azonban báró Bay Ferenc földbirtokost, aki a vád szerint személyesen bujtotta fel Ákosy Károlyt a mészárlásra.